# Analysis and Geometry in Metric Spaces
Analysis and Geometry in Metric Spaces ist eine seit 2013 von de Gruyter in Warschau herausgegebene, in elektronischer Form erscheinende englischsprachige Fachzeitschrift. Sie veröffentlicht Forschung zu analytischen und geometrischen Problemen in metrischen Räumen und deren Anwendungen.
Zu den behandelten Themen gehören geometrische Ungleichungen in metrischen Räumen, geometrische Maßtheorie und Variationsprobleme in metrischen Räumen, analytische und geometrische Probleme in metrischen Maßräumen, Wahrscheinlichkeitsräumen und Mannigfaltigkeiten mit Dichte, analytische und geometrische Probleme in sub-Riemannschen Mannigfaltigkeiten, Carnot-Gruppen und pseudo-Hermiteschen Mannigfaltigkeiten, geometrische Kontrolltheorie, Krümmung in metrischen und Längenräumen, geometrische Gruppentheorie, harmonische Analysis, Potentialtheorie, Massentransportprobleme, quasikonforme und quasireguläre Abbildungen, quasikonforme Geometrie, partielle Differentialgleichungen assoziiert zu analytischen und geometrischen Problemen in metrischen Räumen.